# Jarzmo (elektrotechnika)
Jarzmo – nieuzwojony element z materiału magnetycznego przeznaczony do łączenia elementów magnetowodu (np. biegunów maszyny elektrycznej lub rdzeni elektromagnesu bądź transformatora).